# 2008-as Korzika-rali

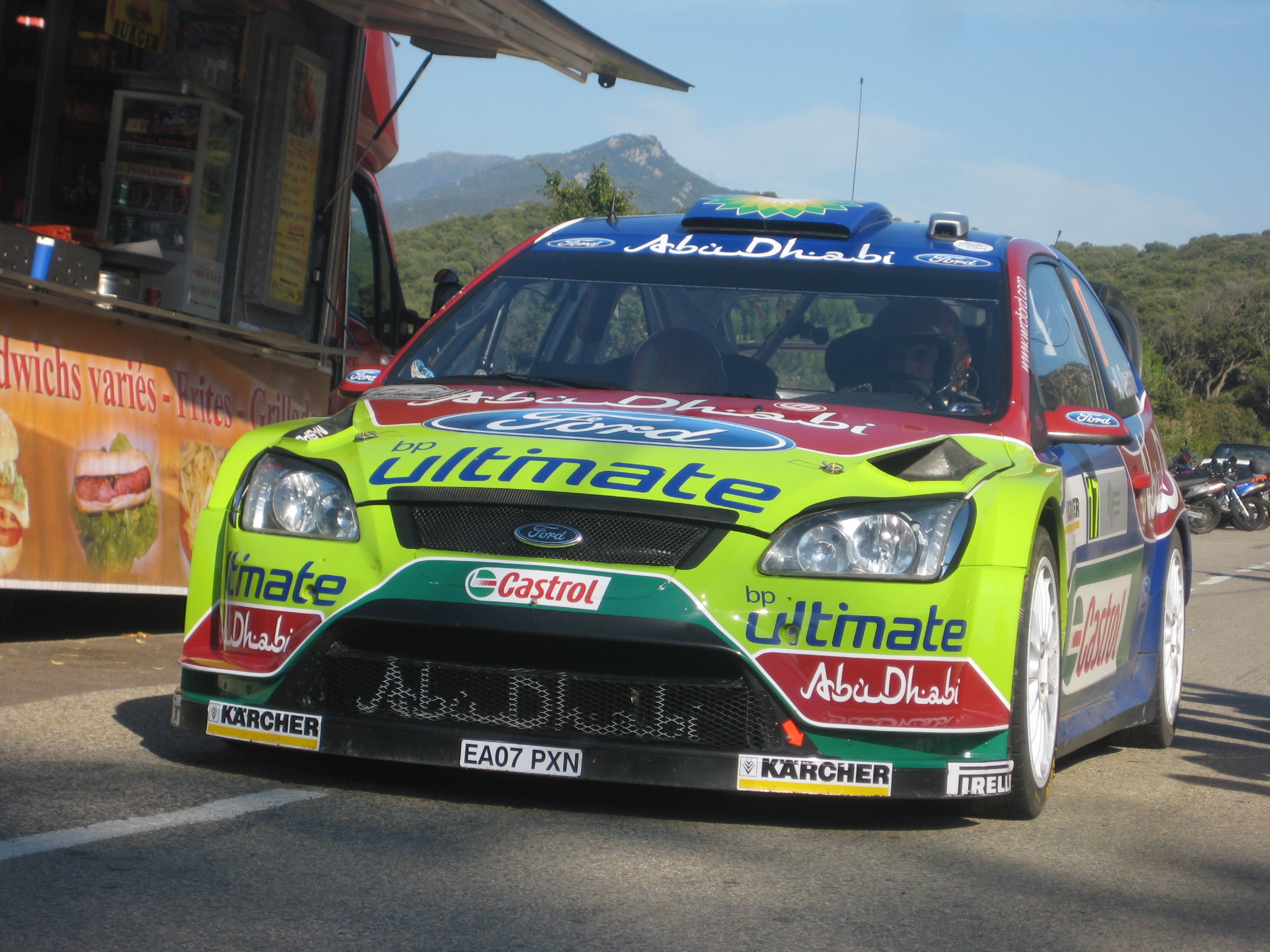
Hálid al-Kászimi az ötödik szakasz rajtja előtt

A 2008-as Korzika-rali (hivatalosan: 52ème Tour de Corse - Rallye de France) volt a 2008-as rali-világbajnokság tizenharmadik futama. Október 10 és 12 között került megrendezésre, 16 gyorsasági szakaszból állt, melyek össztávja 359 kilométert tett ki. A versenyen 71 páros indult, melyből 54 ért célba.
A versenyt, az elmúlt három évet követően ismét a francia Sébastien Loeb nyerte. Ez volt a tizedik sikere a 2008-as szezonban. Másodikként Mikko Hirvonen végzett, harmadik pedig a gyári Fordal szereplő Francois Duval lett.
A futam a 2008-as junior rali-világbajnokság záró futama is volt egyben. Ezt az értékelést Martin Prokop nyerte, Sébastien Ogier és Pierre Campana előtt. Az itt elért második helyezésével Ogier megnyerte a sorozatot.

## Beszámoló
Első nap

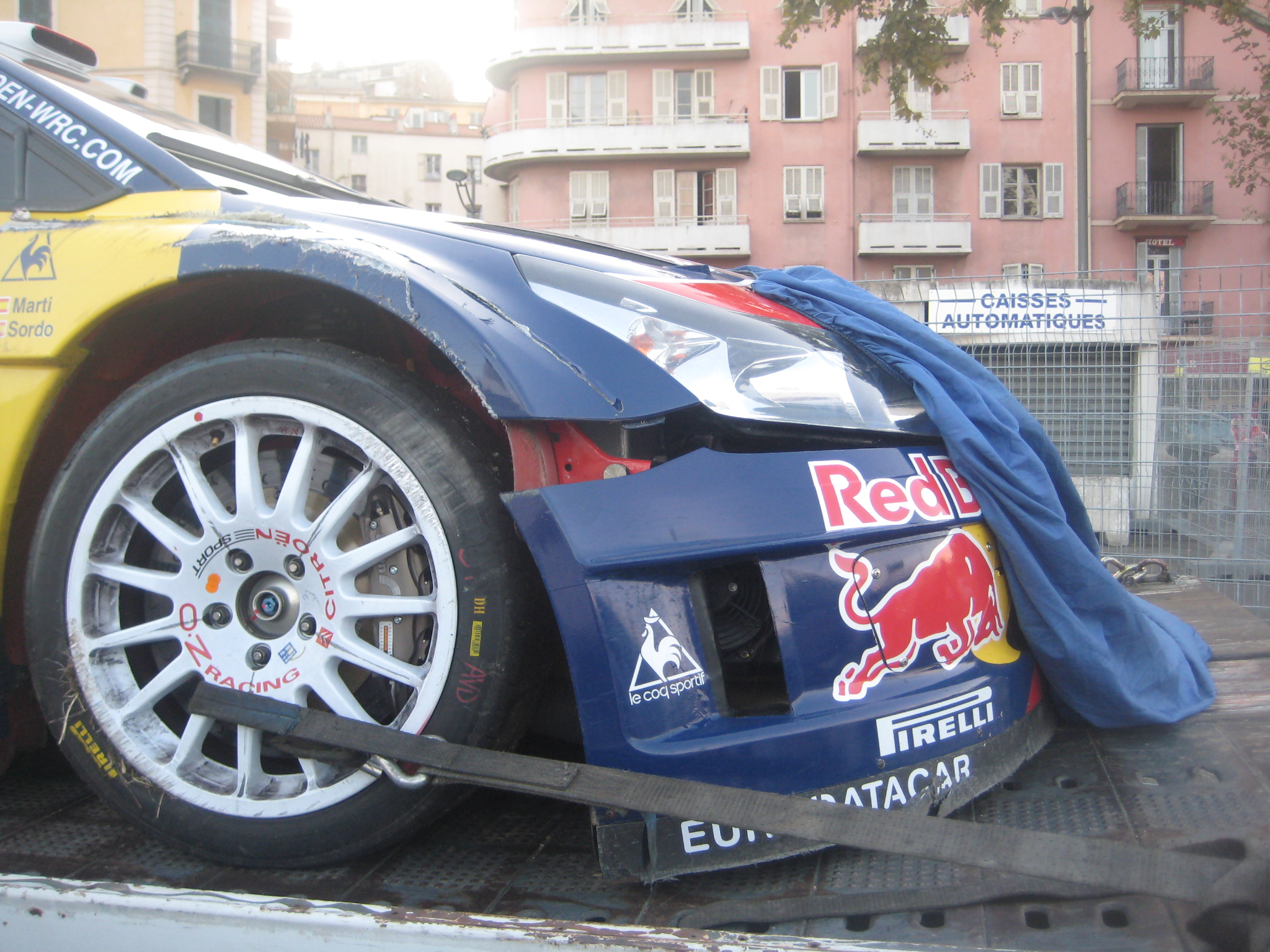
Sordo törött autója a szervizparkban

Az első nap szakaszait Loeb uralta. Mind a hat gyorsaságit megnyerte, és több mint félperces előnyt autózott ki a nap végére a második Hirvonen előtt. Harmadikként Duval zárt. A negyedik helyért pedig Petter Solberg, Jari-Matti Latvala és Chris Atkinson küzdött. A negyedik Solberg és a hatodik Atkinson között kevesebb mint négy másodperc volt a különbség. A gyáriak közül már a harmadik etapon kiesett Dani Sordo, aki egy jobbkanyarban törte össze a C4-es bal oldalát.  A Suzuki pilótái, Toni Gardemeister és Per-Gunnar Andersson a hetedik és a tizenkettedik helyen álltak ekkor. Andreas Mikkelsen, mint a legjobb nem gyári versenyző nyolcadik, a francia Tirabassi pedig a kilencedik pozícióban zárta a napot.
Második nap

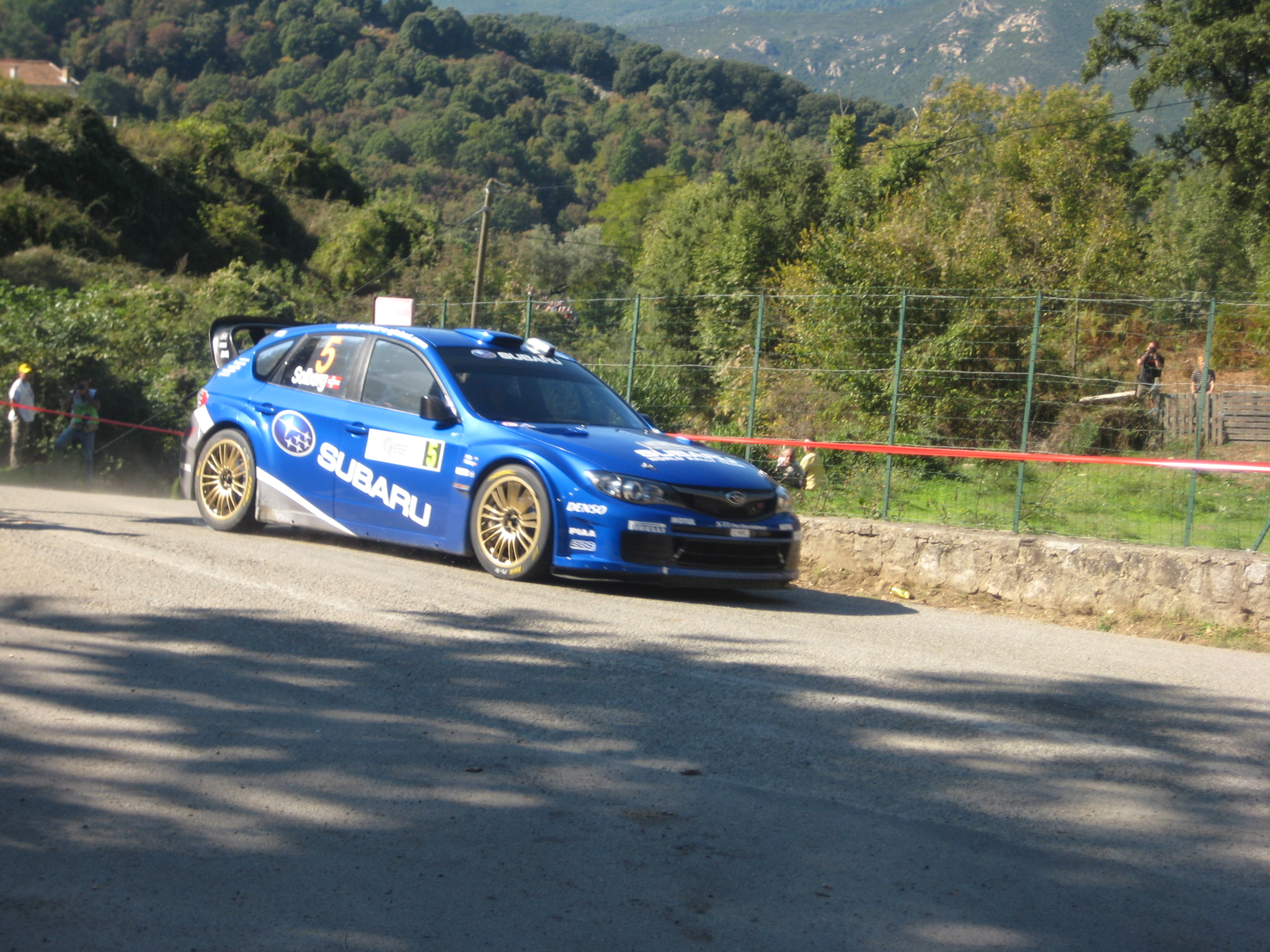
Petter Solberg a verseny 10. szakaszán

Ezen a napon a hatból öt szakaszt Loeb, egyet pedig Duval nyert. Az első három sorrendje nem változott a nap végre, továbbra is Loeb, Hirvonen, Duval volt az állás. Latvala és Solberg azonban helyet cserélt a negyedik és az ötödik helyen. Az első napon még a negyedik helyért szoros csatát vívott Chris Atkinson, ám az ausztrál a kilencedik szakaszon defektet kapott, és több mint egy percet vesztett. Több más versenyző is problémákkal küzdött. Henning Solberg, Conrad Rautenbach és Mikkelsen is a tizenegyedik szakaszon kapott defektet, Gardemeisternek és Anderrsonnak pedig a Suzukival akadtak technikai gondjai.
Harmadik nap
A zárónapon négy gyorsasági szakaszt rendeztek. Hirvonen a napi első szakaszon defektet kapott, amivel két és fél percet vesztett. Az ötödik helyre esett vissza, ám mivel a tizennegyedik szakaszon Petter Solberg is defekt miatt vesztett el több mint egy percet Mikko a negyedik helyre jött fel. Előtte két csapattársa, Duval és Latvala állt. Loeb végül több mint háromperces előnnyel szerezte meg a győzelmet, Hirvonen pedig úgy lett második, hogy a Ford csapata megkérte másik két versenyzőjét, hogy szándékosan vétsenek apróbb szabálytalanságot. Erre azért volt szükség, hogy a Ford pilótájának továbbra is maradjon esélye a bajnoki cím megszerzéséhez. Duval kétperces, Latvala pedig másfélperces időbüntetést kapott a szervezőktől. Előbbi idő előtt, utóbbi pedig kilenc perccel az előírt idő után ért be a szervizparkba. Duval így a harmadik, Latvala pedig negyedik lett. Solberg ötödikként végzett. Őt követte Atkinson, Urmo Aava és Matthew Wilson. Wilson a nap elején még csak a kilencedik helyen állt, ám Tirrabassi motorhiba miatt kiesett előle.

## Szakaszok
| Nap                 | #   | Rajtidő | Szakasz                       | Hossz    | Győztes                           | Idő     | Átlag seb. | Versenyben vezető |
| ------------------- | --- | ------- | ----------------------------- | -------- | --------------------------------- | ------- | ---------- | ----------------- |
| 1. nap (Október 10) | 1.  | 9:18    | Acqua Doria-Serra di Ferro 1  | 15.92 km | Sébastien Loeb                    | 9:27.4  | 101,0 km/h | Sébastien Loeb    |
| 1. nap (Október 10) | 2.  | 10:11   | Portigliolo-Bocca Albitrina 1 | 16.62 km | Sébastien Loeb                    | 9:21.9  | 106,5 km/h | Sébastien Loeb    |
| 1. nap (Október 10) | 3.  | 11:09   | Arbellara-Aullene 1           | 27.42 km | Sébastien Loeb                    | 15:51.4 | 103,8 km/h | Sébastien Loeb    |
| 1. nap (Október 10) | 4.  | 14:37   | Acqua Doria-Serra di Ferro 2  | 15.92 km | Sébastien Loeb                    | 9:32.2  | 100,2 km/h | Sébastien Loeb    |
| 1. nap (Október 10) | 5.  | 15:30   | Portigliolo-Bocca Albitrina 2 | 16.62 km | Sébastien Loeb                    | 9:22.5  | 106,4 km/h | Sébastien Loeb    |
| 1. nap (Október 10) | 6.  | 16:28   | Arbellara-Aullene 2           | 27.42 km | Sébastien Loeb                    | 15:48.9 | 104,0 km/h | Sébastien Loeb    |
| 2. nap (Október 11) | 7.  | 8:48    | Carbuccia-Scalella 1          | 21.88 km | Sébastien Loeb                    | 14:26.3 | 90,9 km/h  | Sébastien Loeb    |
| 2. nap (Október 11) | 8.  | 10:21   | Calcatoggio Du Liamone 1      | 24.95 km | Sébastien Loeb                    | 17:09.2 | 88,0 km/h  | Sébastien Loeb    |
| 2. nap (Október 11) | 9.  | 11:19   | Appricciani-Coggia 1          | 14.37 km | Sébastien Loeb                    | 9:23.9  | 91,7 km/h  | Sébastien Loeb    |
| 2. nap (Október 11) | 10. | 14:02   | Carbuccia-Scalella 2          | 21.88 km | Sébastien Loeb                    | 14:33.6 | 90,2 km/h  | Sébastien Loeb    |
| 2. nap (Október 11) | 11. | 15:35   | Calcatoggio Du Liamone 2      | 24.95 km | Sébastien Loeb                    | 17:08.0 | 88,1 km/h  | Sébastien Loeb    |
| 2. nap (Október 11) | 12. | 16:33   | Appricciani-Coggia 2          | 14.37 km | François Duval                    | 9:21.3  | 92,2 km/h  | Sébastien Loeb    |
| 3. nap (Október 12) | 13. | 8:43    | Agosta-Pont De Calzola 1      | 31.81 km | Sébastien Loeb                    | 19:10.2 | 99,6 km/h  | Sébastien Loeb    |
| 3. nap (Október 12) | 14. | 9:36    | Pietra Rossa-Verghia 1        | 26.32 km | Sébastien Loeb                    | 16:25.6 | 96,1 km/h  | Sébastien Loeb    |
| 3. nap (Október 12) | 15. | 12:14   | Agosta-Pont De Calzola 2      | 31.81 km | Jari-Matti Latvala Sébastien Loeb | 19:22.0 | 98,6 km/h  | Sébastien Loeb    |
| 3. nap (Október 12) | 16. | 13:07   | Pietra Rossa-Verghia 2        | 26.32 km | Mikko Hirvonen                    | 16:27.4 | 96,0 km/h  | Sébastien Loeb    |

## Végeredmény
|          | Versenyző          | Navigátor        | Autó                   | Idő       | Különbség | Pont |
| -------- | ------------------ | ---------------- | ---------------------- | --------- | --------- | ---- |
| 1.       | Sébastien Loeb     | Daniel Elena     | Citroën C4 WRC         | 3:42:58.0 |           | 10   |
| 2.       | Mikko Hirvonen     | Jarmo Lehtinen   | Ford Focus RS WRC 08   | 3:46:22.7 | +3:24.7   | 8    |
| 3.       | François Duval     | Patrick Pivato   | Ford Focus RS WRC 08   | 3:46:29.6 | +3:31.6   | 6    |
| 4.       | Jari-Matti Latvala | Miikka Anttila   | Ford Focus RS WRC 07   | 3:46:35.5 | +3:37.5   | 5    |
| 5.       | Petter Solberg     | Phil Mills       | Subaru Impreza WRC2008 | 3:48:33.4 | +5:35.4   | 4    |
| 6.       | Chris Atkinson     | Stéphane Prévot  | Subaru Impreza WRC2008 | 3:49:08.4 | +6:10.4   | 3    |
| 7.       | Urmo Aava          | Kuldar Sikk      | Citroën C4 WRC         | 3:50:23.2 | +7:25.2   | 2    |
| 8.       | Matthew Wilson     | Scott Martin     | Ford Focus RS WRC 07   | 3:52:00.2 | +9:02.2   | 1    |
| JWRC     |                    |                  |                        |           |           |      |
| 1. (19.) | Martin Prokop      | Jan Tománek      | Citroën C2 S1600       | 4:04:43.9 |           | 10   |
| 2. (20.) | Sébastien Ogier    | Julien Ingrassia | Citroën C2 S1600       | 4:05:01.6 | +17.7     | 8    |
| 3. (21.) | Pierre Campana     | Samuel Teissier  | Renault Clio R3        | 4:05:37.2 | +53.3     | 6    |
| 4. (25.) | Pierre Marché      | Julien Giroux    | Suzuki Swift S1600     | 4:06:51.8 | +2:07.9   | 5    |
| 5. (26.) | Aaron Burkart      | Michael Kölbach  | Citroën C2 S1600       | 4:07:21.7 | +2:37.8   | 4    |
| 6. (28.) | Patrik Sandell     | Emil Axelsson    | Renault Clio R3        | 4:08:08.2 | +3:24.3   | 3    |
| 7. (29.) | Florian Niegel     | André Kachel     | Suzuki Swift S1600     | 4:09:03,7 | +4:19.8   | 2    |
| 8. (30.) | Kevin Abbring      | Erwin Mombaerts  | Renault Clio R3        | 4:10:01,3 | +5:17.4   | 1    |